# Park Krajobrazowy Goričko

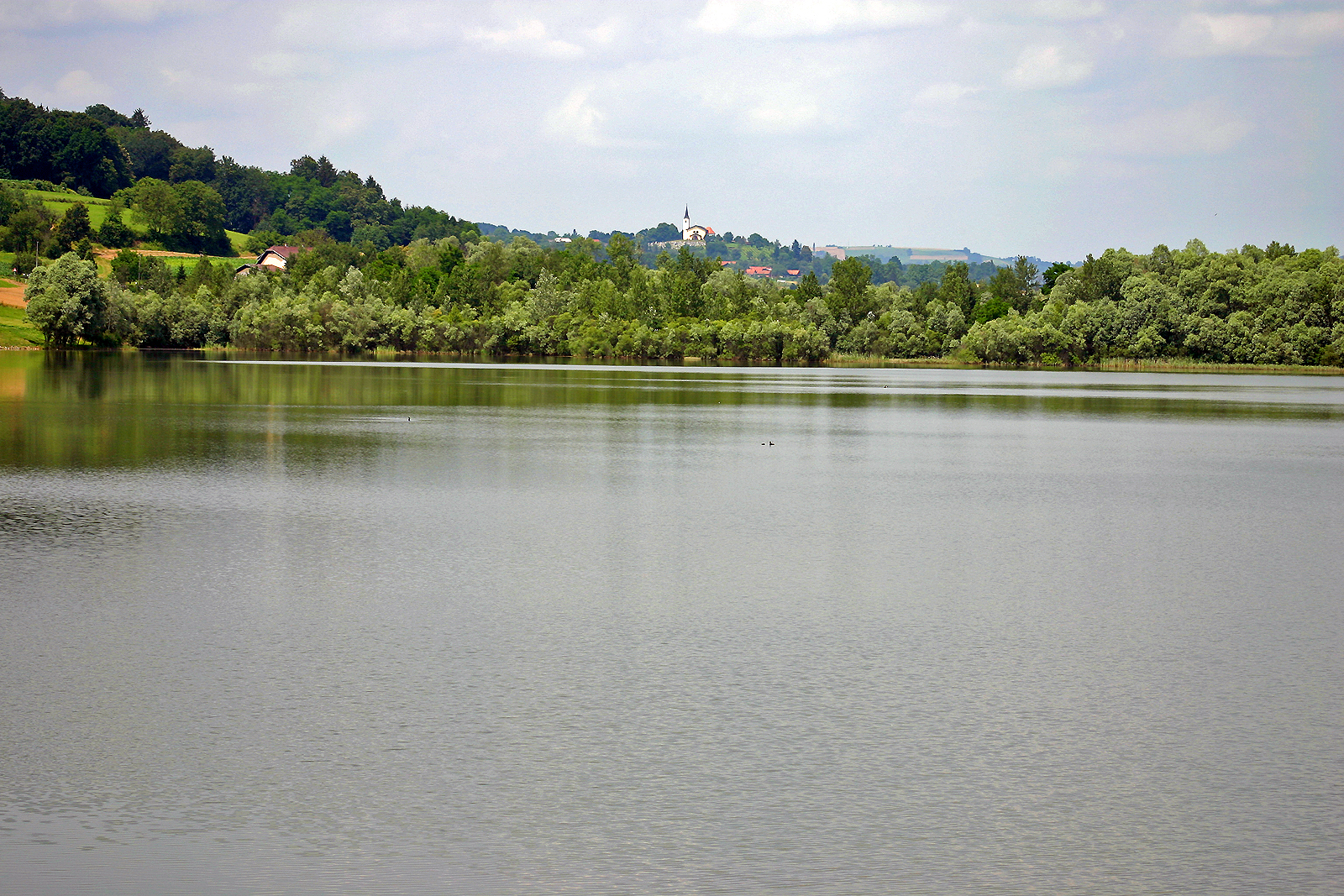
Jezioro Krašči, w tle Cerkiew św. Heleny w Petročy

Park Krajobrazowy Goričko w Słowenii został założony 9 października 2003 roku i stanowi integralną część kompleksu parków krajobrazowych Goričko – Örseg – Raab. Zajmuje powierzchnię 46200 ha, co oznacza, że jest to drugi co do wielkości park tego typu w Słowenii.
Leży w najbardziej centralnej prowincji tego kraju, gdzie nie odczuwa się wpływów alpejskich, dynarskich ani śródziemnomorskich. Wzgórza, dzięki którym Goričko otrzymało swoją nazwę, zostały wykształcone przez Morze Panońskie. Teren wznosi się nieco na północ. W okolicy Goričko nie ma żadnych ośrodków miejskich, jest za to wiele terenów bagiennych, podmokłych łąk, mimo tego, iż ziemie te uważane są za najbardziej suchą prowincję Słowenii ze średnią roczną sumą opadów 800 litrów/m².